# Арбус (коммуна)
Арбус (итал. Arbus) — коммуна в Италии с населением 6 214 человек, расположена в Сардинии, в провинции Южная Сардиния.
Агро-пастырский центр, известный своими морскими курортами Коста-Верде и деревней Ингуртозу, чьи заброшенные рудники  являются частью Исторического Геоминерального Парка Окружающей среды Сардинии (Parco Geominerario Storico ed Ambientale della Sardegna). Она является ценным туристическим направлением весной и летом. Главный пляж, Piscinas, включает в себя одну из крупнейших дюнных систем в Европе.
Покровителем города считается святой Себастьян. Праздник города ежегодно празднуется 20 января.

## Фото

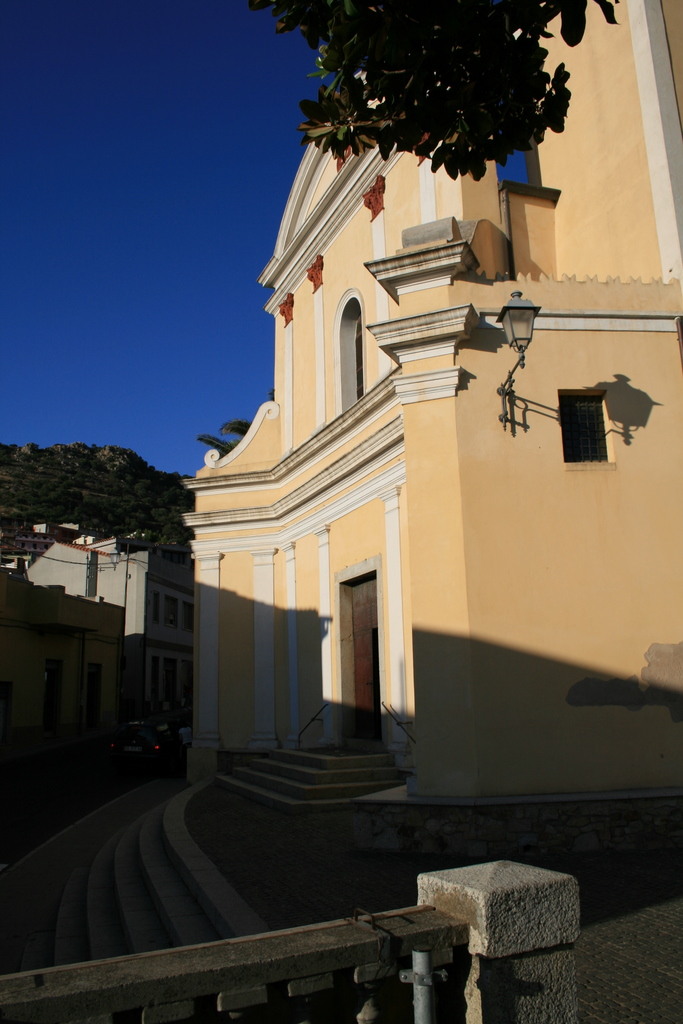
San Sebastiano Church
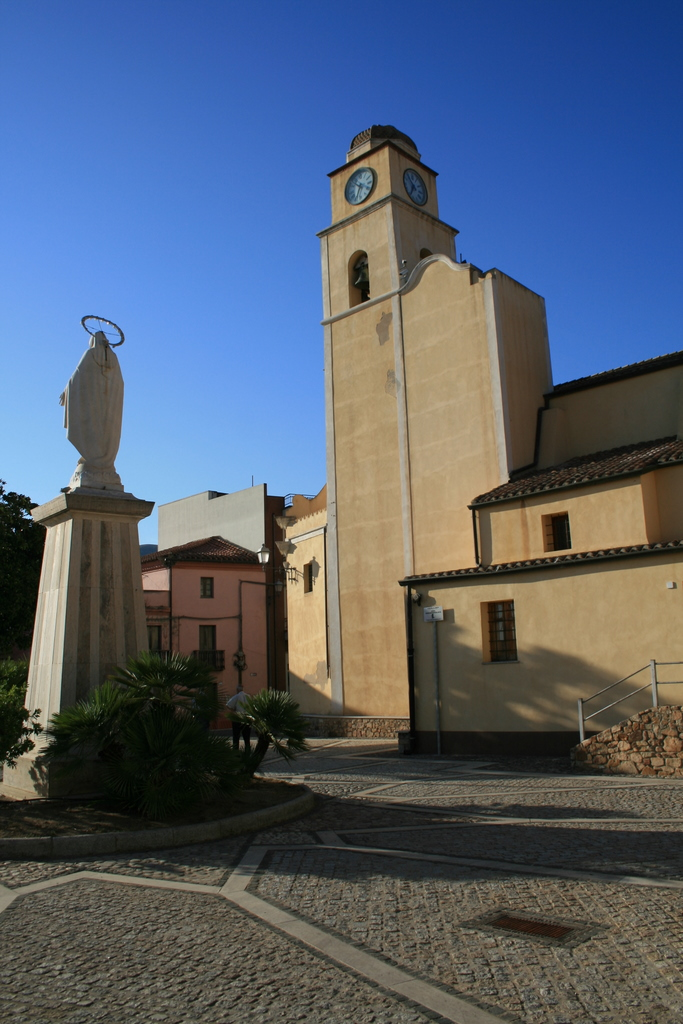
Square
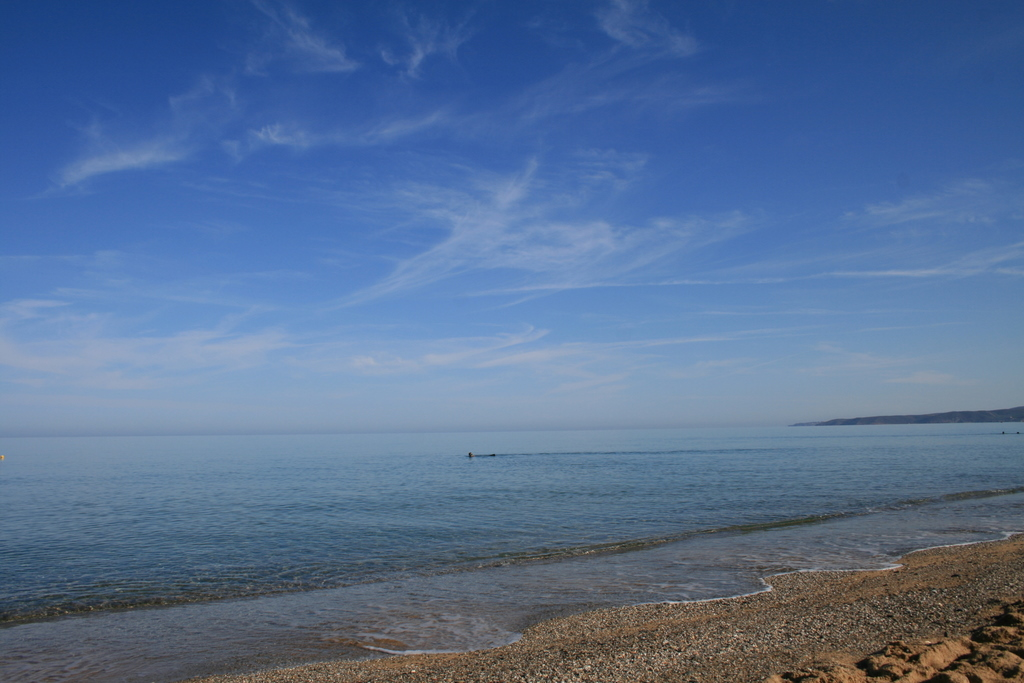
Piscinas Beach
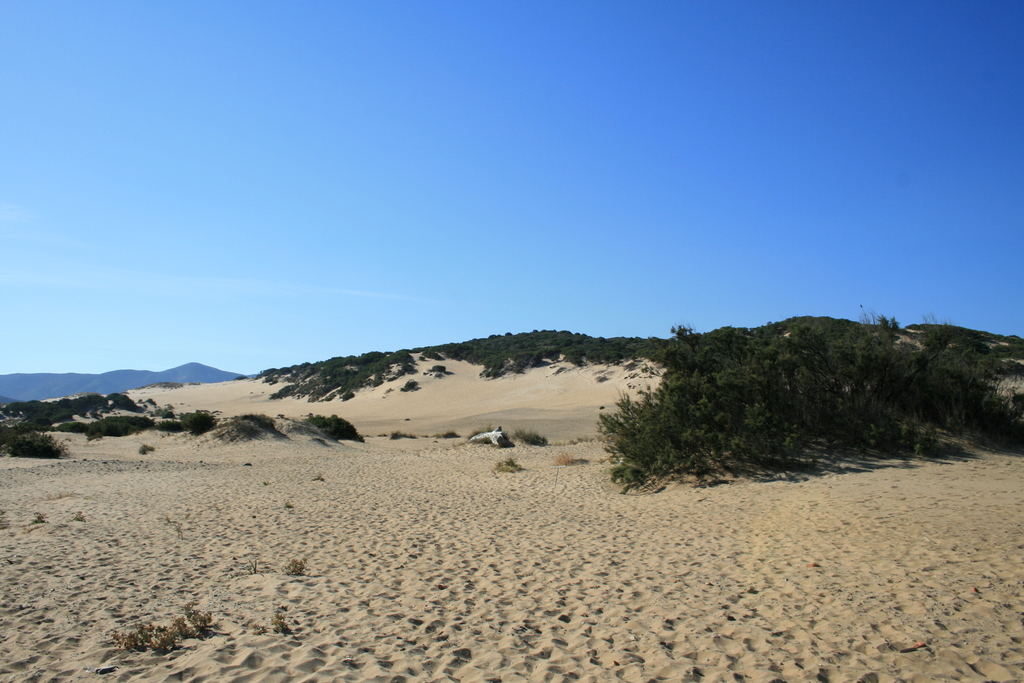
Piscinas Dunes
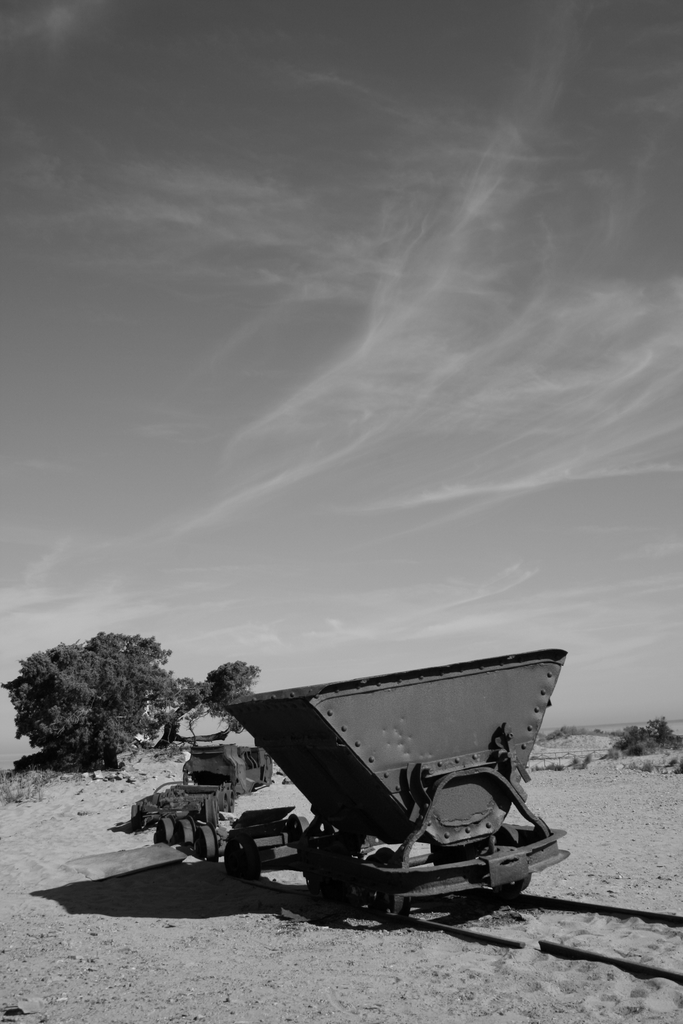
Piscinas
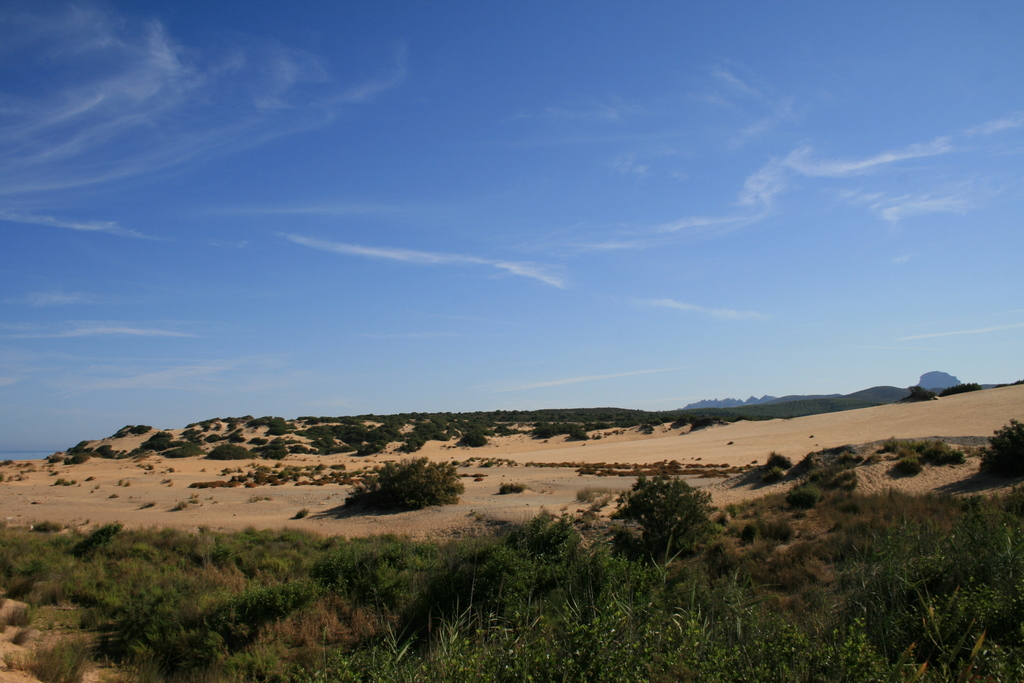
Piscinas and Arcuentu Mountain
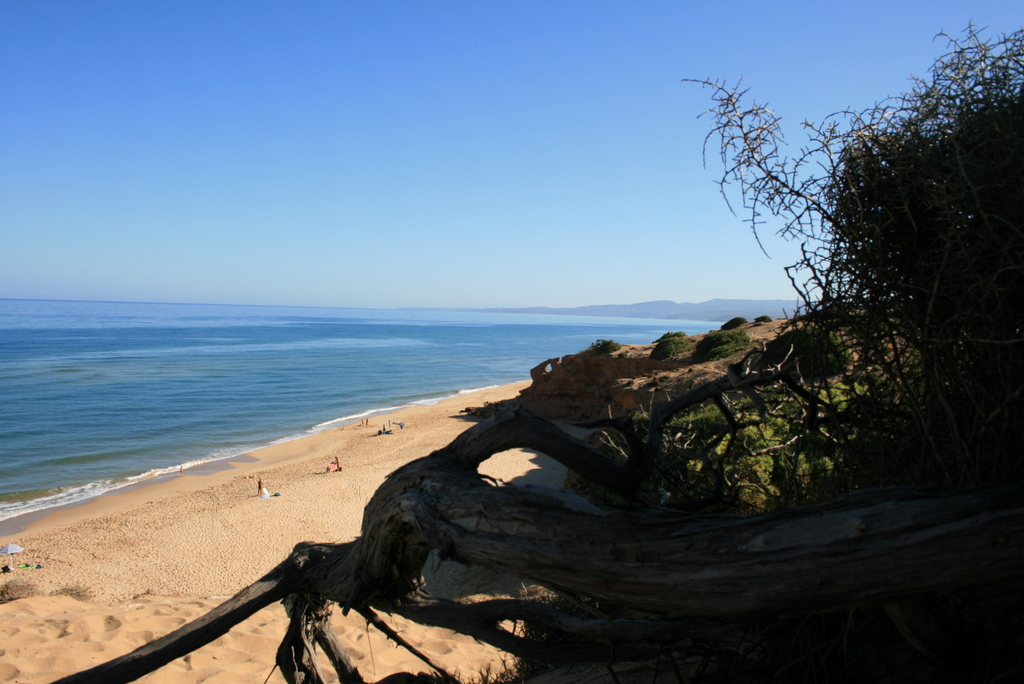
Scivu Beach
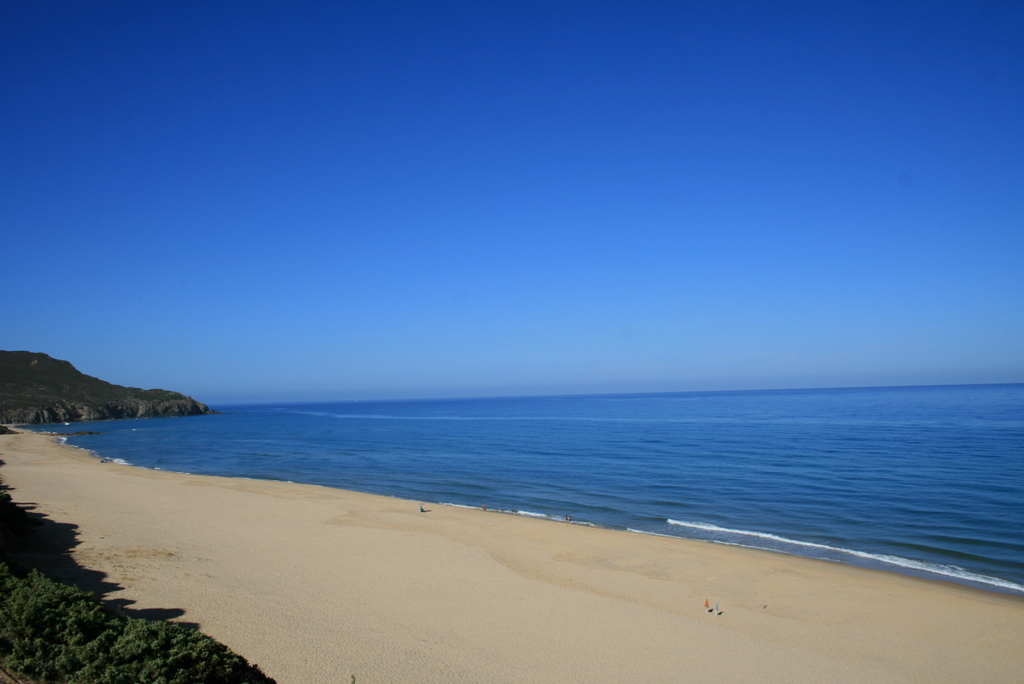
Scivu
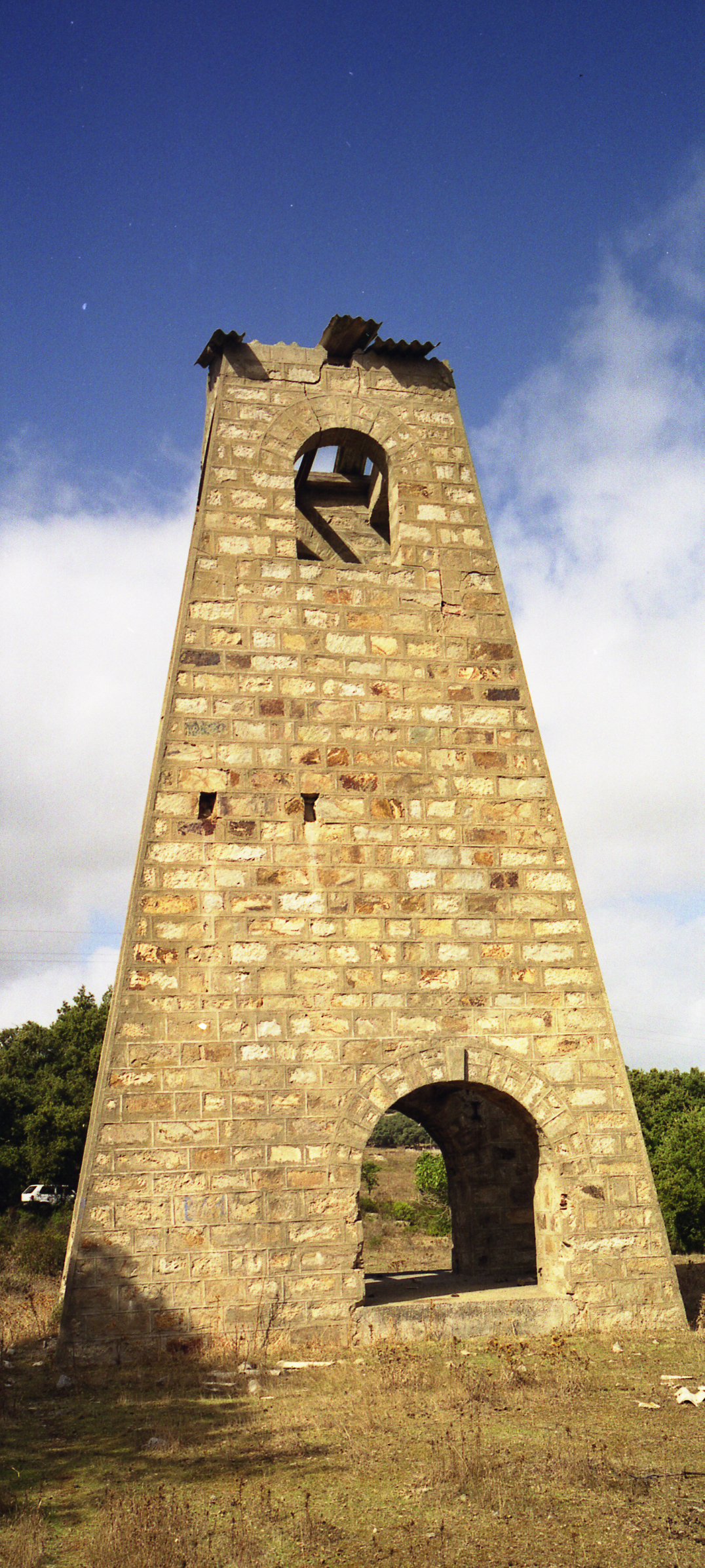
Montevecchio Mining Tower
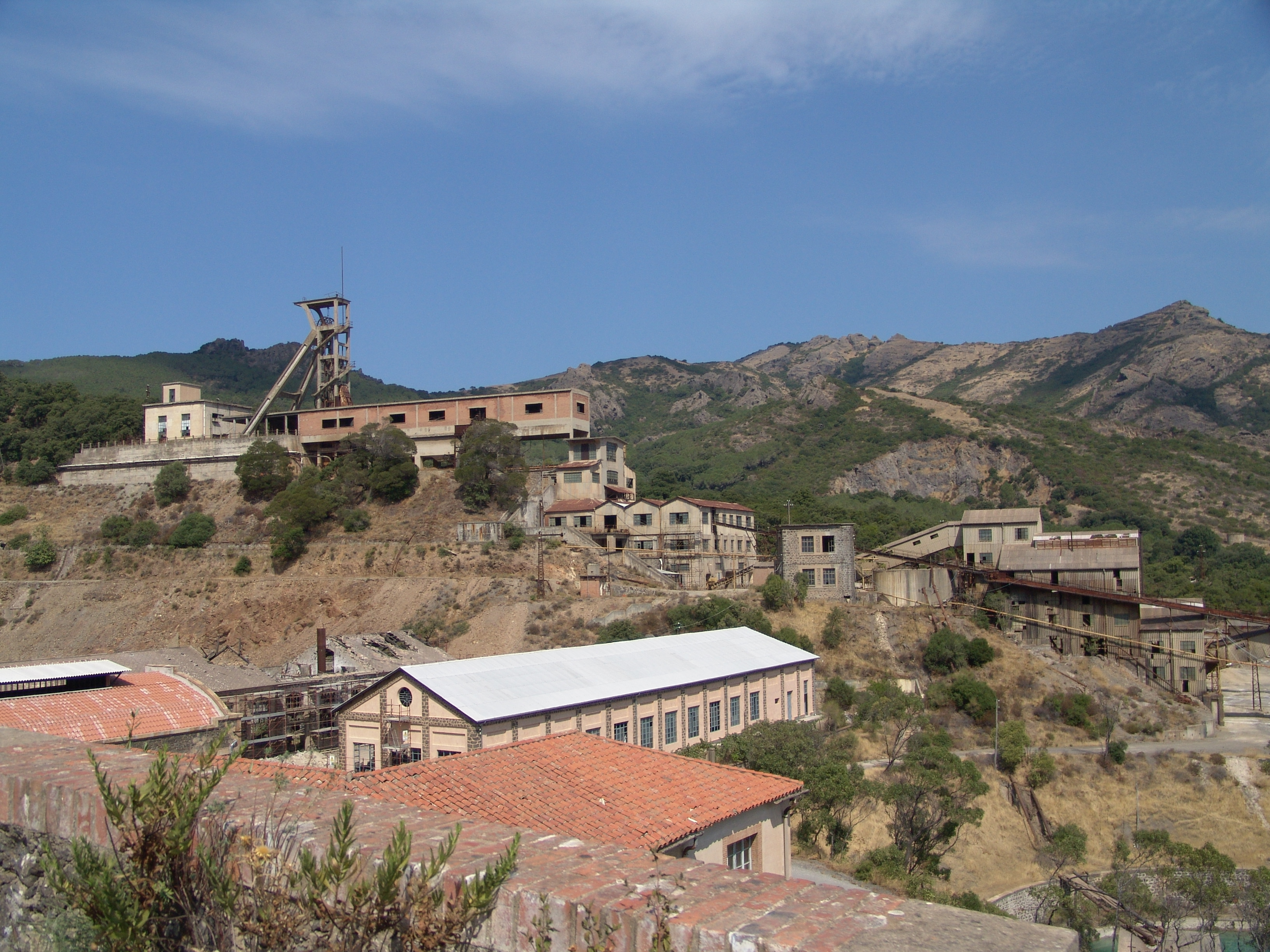